# Celukan Bawang
Celukan Bawang is een bestuurslaag in het regentschap Buleleng van de provincie Bali, Indonesië. Celukan Bawang telt 4212 inwoners (volkstelling 2010).